# Gyömrő
Gyömrő ist eine ungarische Stadt im Komitat Pest. Sie gehört zum Kreis Monor.

## Geschichte
Gyömrő wurde 1274 erstmals urkundlich erwähnt.

## Persönlichkeiten
- Ferdinand von Wartensleben (1778–1821), k. k. Feldmarschall-Lieutenant und Ritter des Maria Theresien-Ordens

## Sehenswürdigkeiten

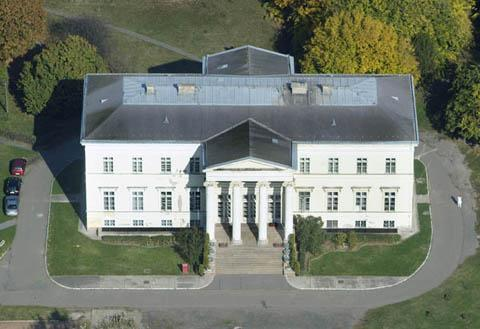
Schloss Teleki in Gyömrő (2008)

- Schloss Teleki (Teleki-kastély, klassizistischer Profanbau, erbaut 1838–1840 nach Plänen von József Hild)